# Поляков, Владимир Порфирьевич
Влади́мир Порфи́рьевич Поляко́в (5 марта 1931 — 16 июня 2002) — советский и российский дипломат. Чрезвычайный и полномочный посол.

## Биография
Окончил Московский институт востоковедения. Кандидат экономических наук. Владел арабским и английским языками. На дипломатической работе с 1956 года.
- В 1956—1958 годах — старший референт Комитета информации при МИД СССР.
- В 1958—1960 годах — второй секретарь 2-го отдела Управления внешнеполитической информации МИД СССР.
- В 1960—1961 годах — первый секретарь Отдела стран Ближнего Востока МИД СССР.
- В 1961 году — консул Генерального консульства СССР в Дамаске (Сирия).
- В 1961—1966 годах — советник посольства СССР в Сирии.
- В 1966—1967 годах — советник, старший советник Управления по планированию внешнеполитических мероприятий МИД СССР.
- В 1967—1972 годах — советник-посланник посольства СССР в Объединённой Арабской Республике (с 1971 — Египте).
- С 11 февраля по 21 июля 1972 года — чрезвычайный и полномочный посол СССР в Судане (в должность не вступил)[1].
- С 26 июля 1972 по 4 апреля 1974 года — чрезвычайный и полномочный посол СССР в НДРЙ[2].
- С 4 апреля 1974 по 27 сентября 1983 года — чрезвычайный и полномочный посол СССР в Египте[3]. В сентябре 1981 года по указанию президента Анвара Садата был выслан из Египта[4].
- В 1983—1986 годах — заведующий Отделом стран Ближнего Востока МИД СССР.
- В 1984—1990 годах — член Коллегии МИД СССР.
- В 1986—1990 годах — начальник Управления стран Ближнего Востока и Северной Африки МИД СССР.
- С 7 августа 1990 по 4 июля 1995 года — чрезвычайный и полномочный посол СССР (с 1991 — Российской Федерации) в Египте[3].
- В 1995—1996 годах — начальник отдела Департамента по делам СНГ МИД РФ.
- В 1996—1997 годах — начальник отдела 1-го Департамента по делам СНГ МИД России.
- В 1997—1999 годах — посол по особым поручениям МИД России.

## Награды
- Орден Дружбы (21 июня 1996) — за заслуги перед государством, большой вклад в проведение внешнеполитического курса и обеспечение национальных интересов России, мужество и самоотверженность, проявленные при исполнении служебного долга[5]
- Орден Трудового Красного Знамени (1971)
- Орден Дружбы народов (6 марта 1981)
- Орден «Знак Почёта» (1977, 1986)
- Медаль «За трудовую доблесть» (1966)

## Дипломатический ранг
- Чрезвычайный и полномочный посол (15 июля 1971).